# Rüdlingen
Rüdlingen este o comună în cantonul Schaffhausen, Elveția. Se află la o altitudine de 367 m deasupra nivelului mării. Are o suprafață de 5,49 km² și 5,52 km². Populația este de 750 locuitori, determinată în 31 decembrie 2018.